# Leonel Boza
Leonel Boza, gemäß anderen Schreibweisen auch Leonel Bossa oder Leonel Bozza, ist ein ehemaliger costa-ricanischer Fußballspieler auf der Position eines Stürmers. Seine größten Erfolge feierte er mit dem mexikanischen León FC, mit dem er in den 1950er Jahren zweimal die mexikanische Fußballmeisterschaft sowie je einmal den Pokalwettbewerb und den Supercup gewann.

## Laufbahn
Boza begann seine Laufbahn wahrscheinlich bei seinem „Heimatverein“ Orión FC, bevor ausländische Talentscouts auf ihn aufmerksam wurden.
Er verbrachte nahezu die gesamten 1950er Jahre beim mexikanischen León FC, bei dem er mindestens im Zeitraum zwischen 1950 und 1958 unter Vertrag stand.
Außerdem spielte er im Laufe seiner Karriere für den ebenfalls in Mexiko ansässigen CD Oro und den kolumbianischen Club Universidad de Bogotá.

## Erfolge
- Mexikanischer Meister: 1952, 1956
- Mexikanischer Pokalsieger: 1958
- Mexikanischer Supercup: 1956